# Chiesa di San Lio
La chiesa di San Lio è un edificio di culto della città di Venezia, situato nel sestiere di Castello. Sorge sull'omonimo campo, nella direttrice Rialto-San Zaccaria.

## Storia

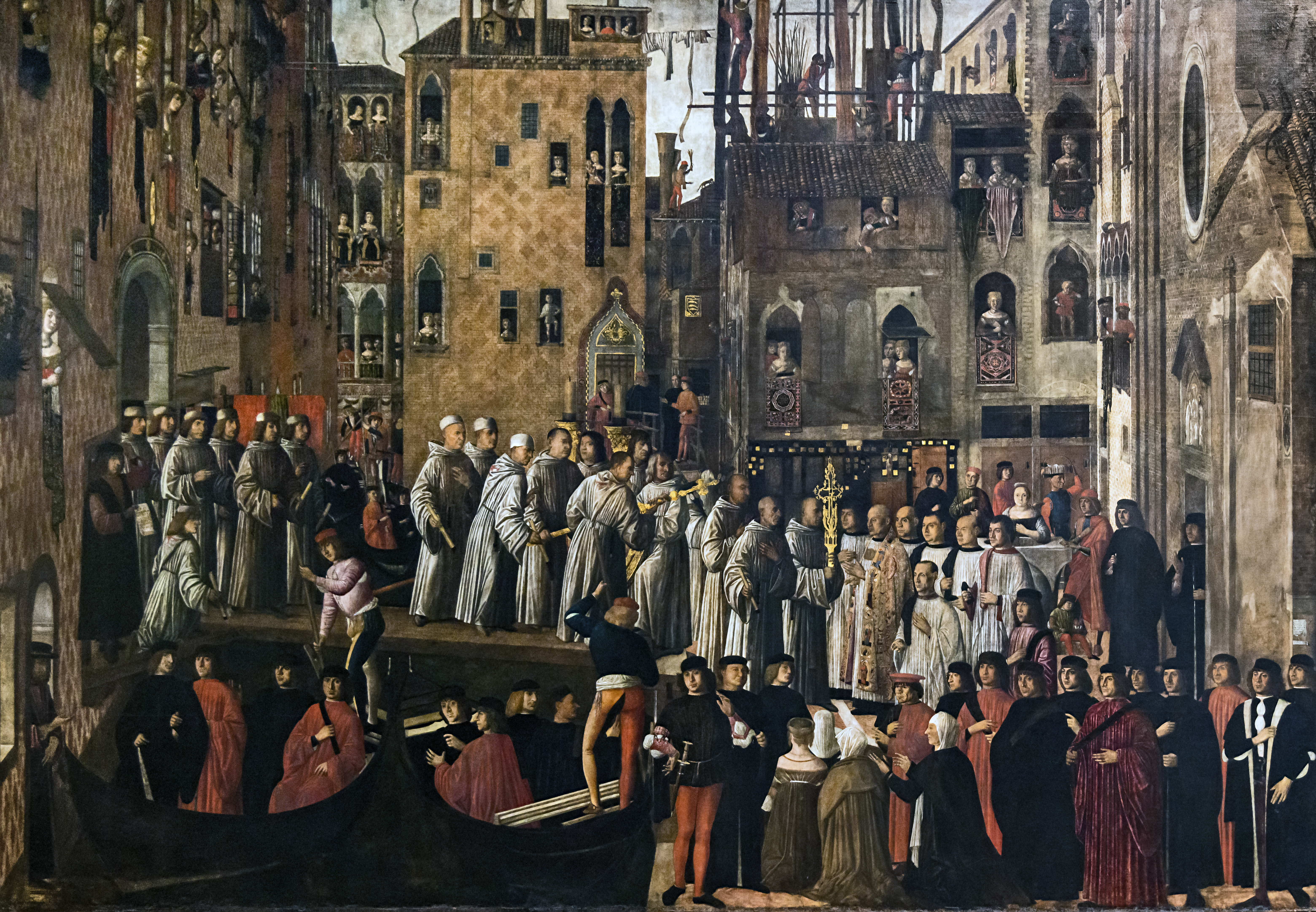
Giovanni Mansueti, Miracolo della reliquia della Santa Croce in Campo San Lio (1494). A destra appare l'antica facciata della chiesa.

Fu eretta nel IX secolo dalla famiglia patrizia veneziana dei Badoer e venne intitolata a santa Caterina d'Alessandria.
Nel 1054 fu intitolata a san Leone IX (san Lio in lingua veneta), in onore del papa che aveva appoggiato la causa di Venezia nella rivendicazione della tutela sul patriarcato di Grado nella contesa contro il patriarcato di Aquileia sorta nel 1043, quando il doge Domenico I Contarini aveva sottratto Grado al patriarca di Aquileia Poppone di Carinzia.
Nel XV secolo venne riedificato il presbiterio e ai suoi lati vennero eretti due altari.
La chiesa subì alcuni rimaneggiamenti e venne radicalmente trasformata nel 1783.

## Descrizione

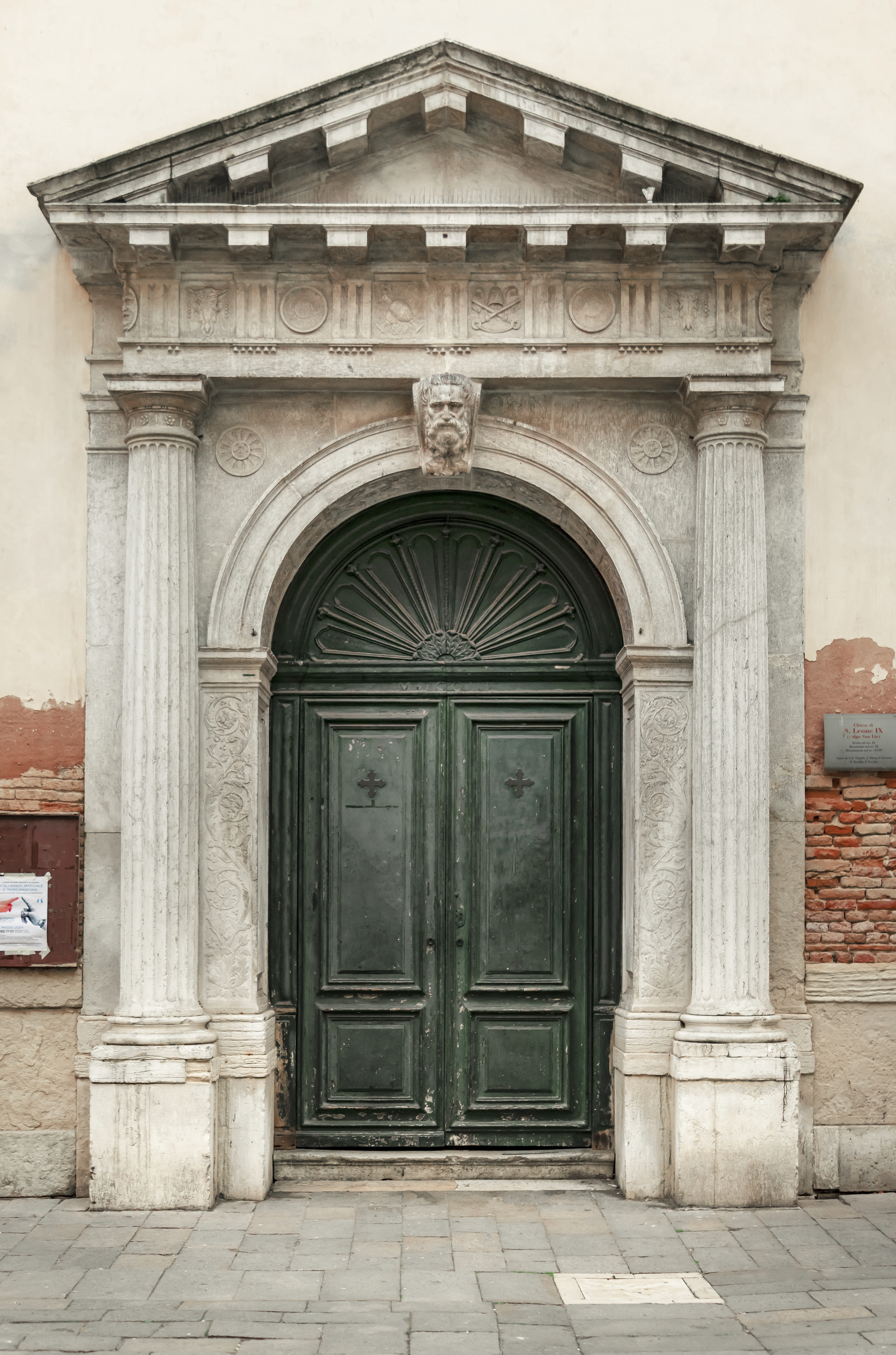
Portico d'ingresso

La chiesa aveva in origine forme bizantine, con schema basilicale a tre navate, che furono abolite nella trasformazione settecentesca, a favore di un'unica grande aula interna; in tale occasione fu inoltre abbattuto il campanile.
All'interno si conservano alcuni dipinti e sculture:
- Apostolo Giacomo di Tiziano Vecellio (del 1540 circa);
- Angeli e virtù, affresco di Giandomenico Tiepolo sul soffitto;

Al di sopra della porta della cappella a sinistra della maggiore si trova il monumento funebre del "capitano da mar" Andrea Pisani, morto nel 1718.
La chiesa conserva inoltre un organo del Settecento (costruito da Gaetano Callido nel 1784, op. 212) e dipinti di scuola veneziana con Fatti della vita di David e Vergine con putto.

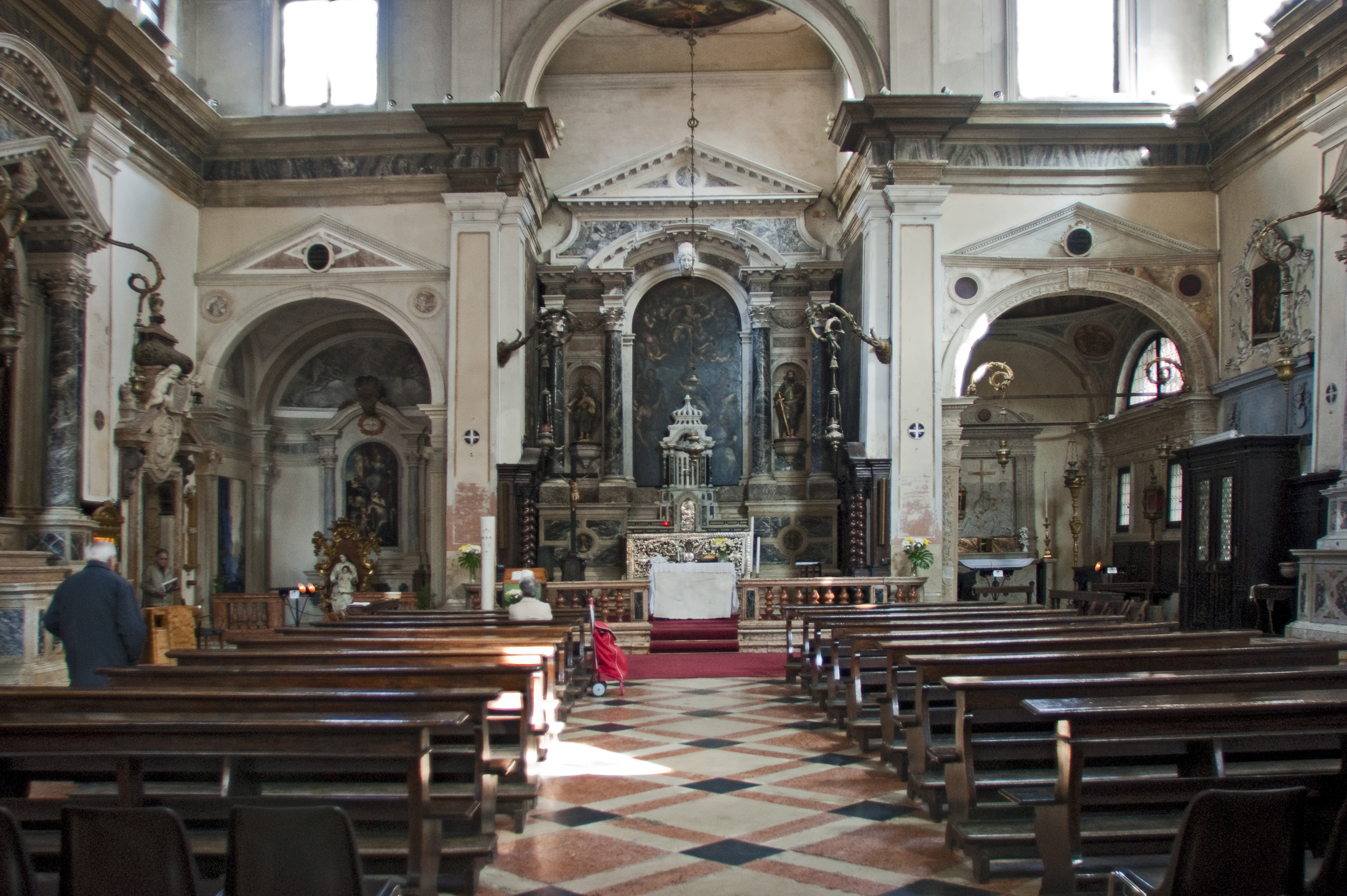
Interno
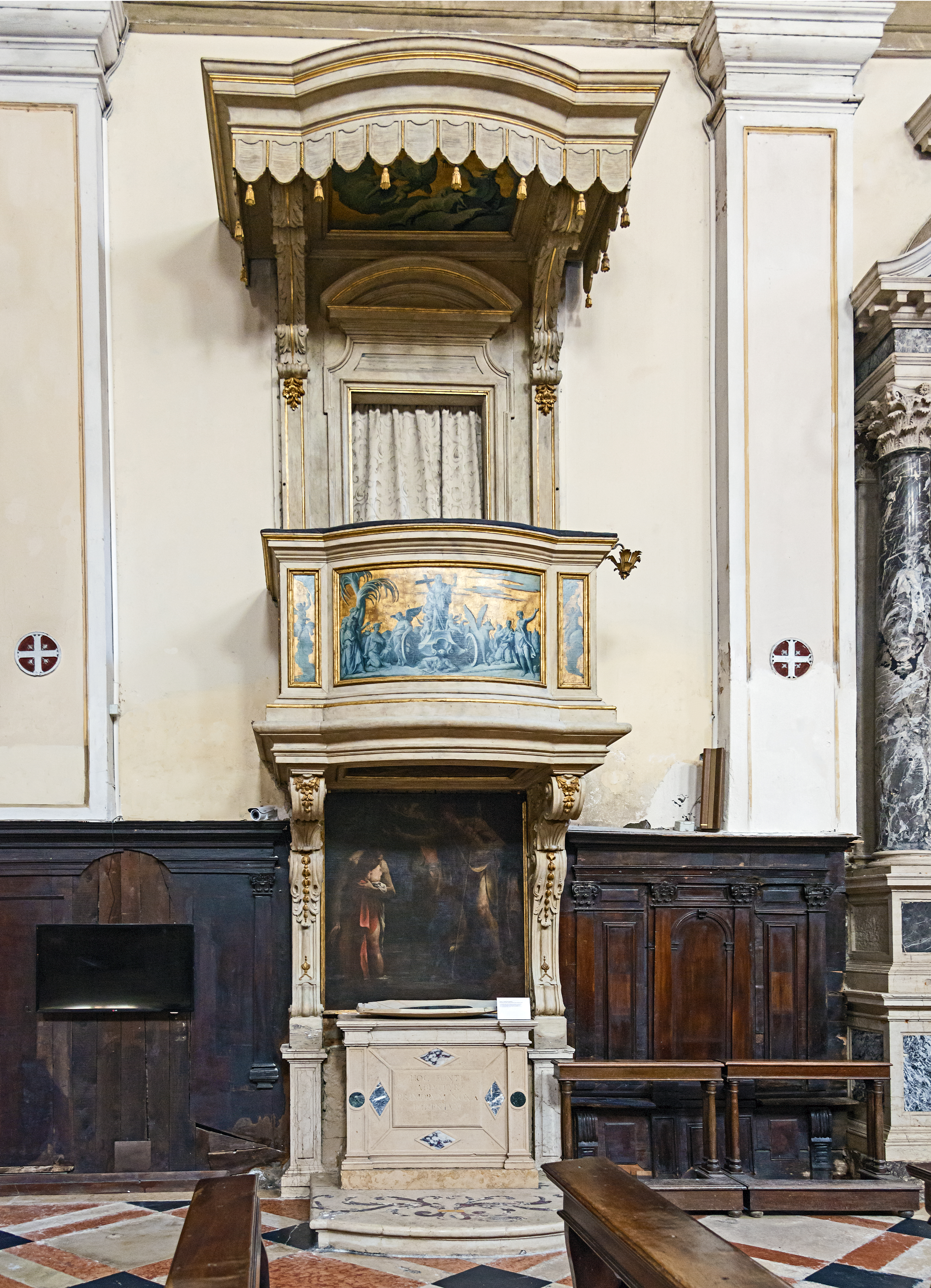
Il fonte battesimale e il pulpito.
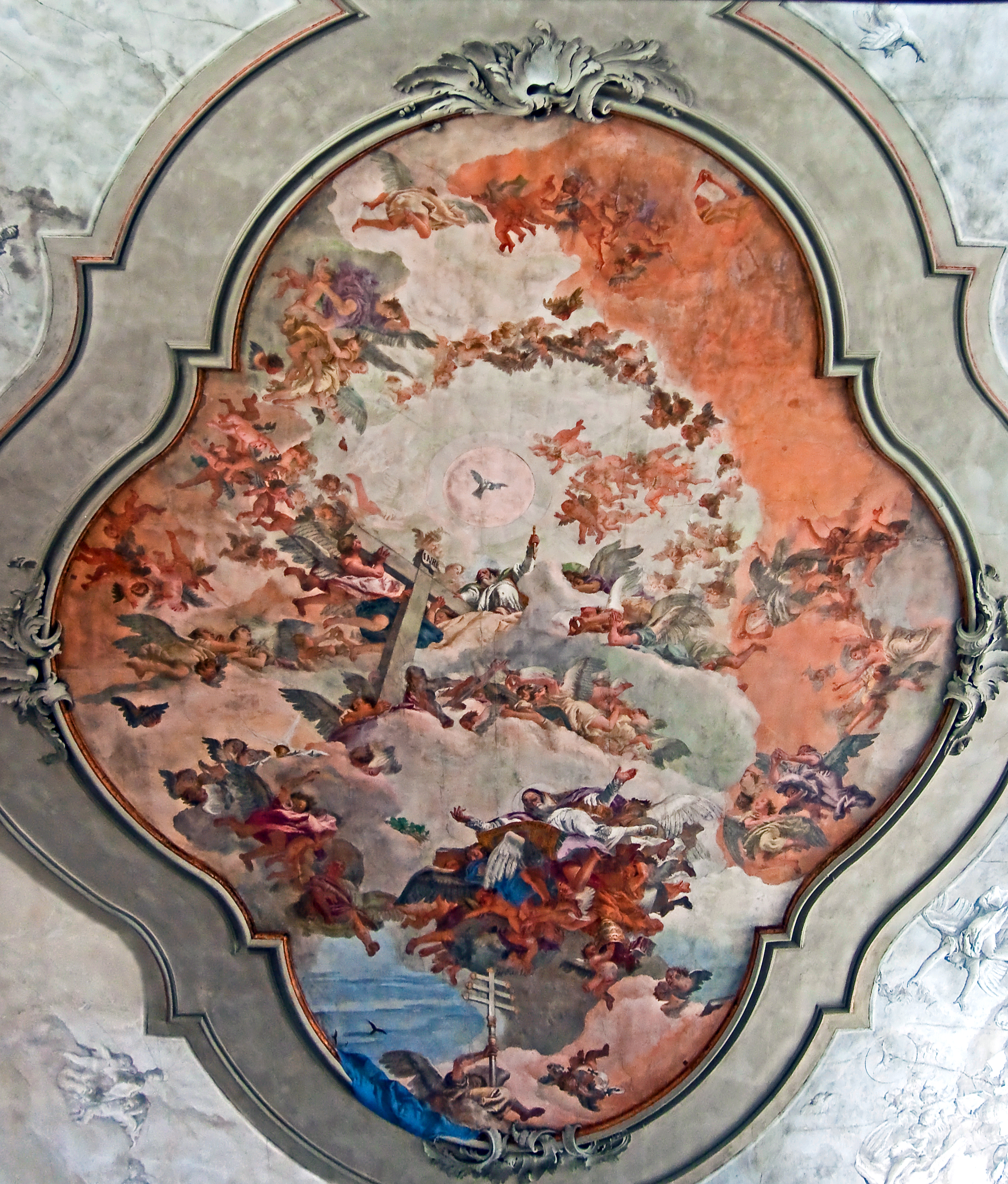
Angeli e virtù, affresco di Giandomenico Tiepolo sul soffitto
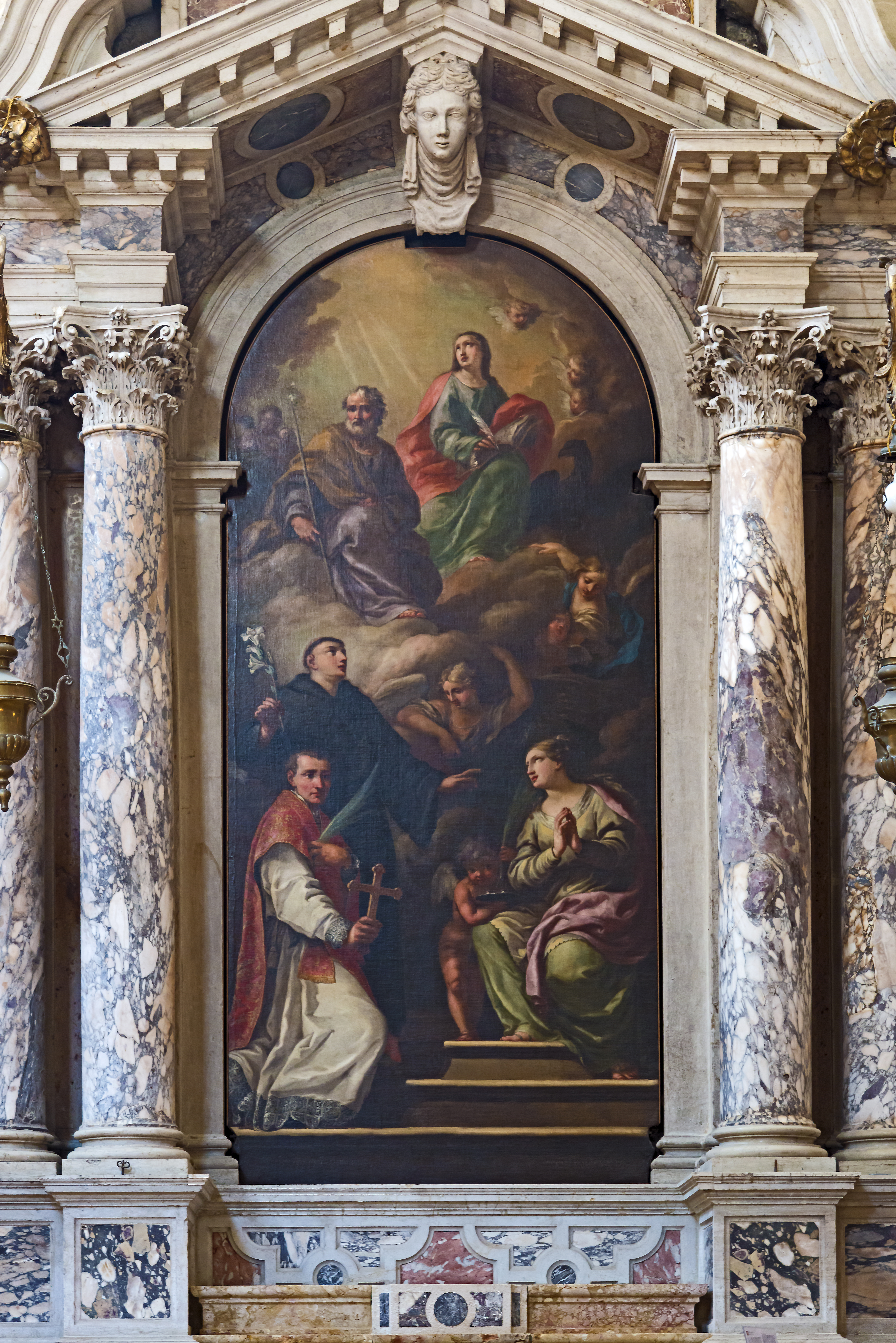
Padre Celeste con santi di Pietro Antonio Novelli
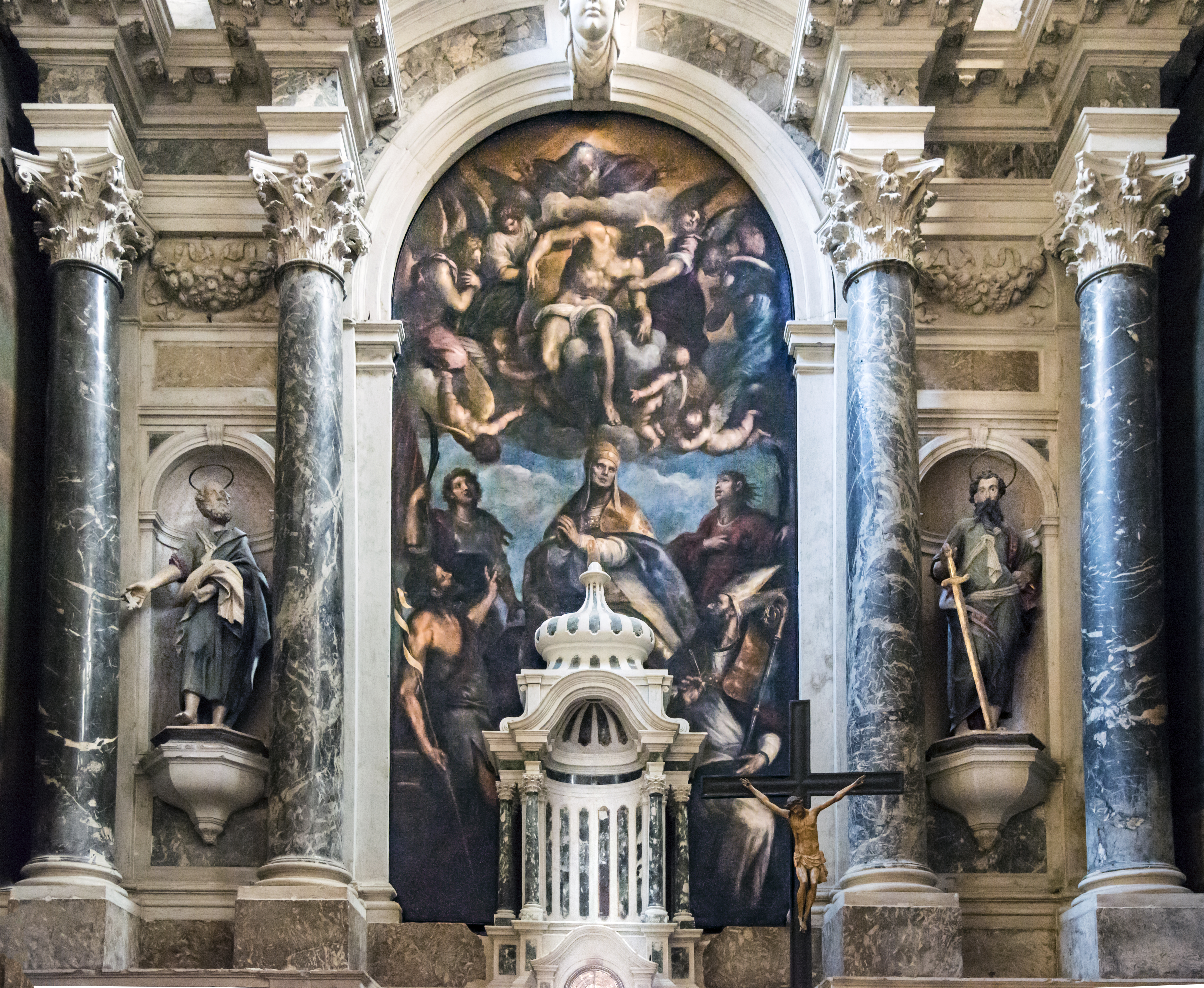
Cristo morto sostenuto da angeli e santi di Palma il Giovane
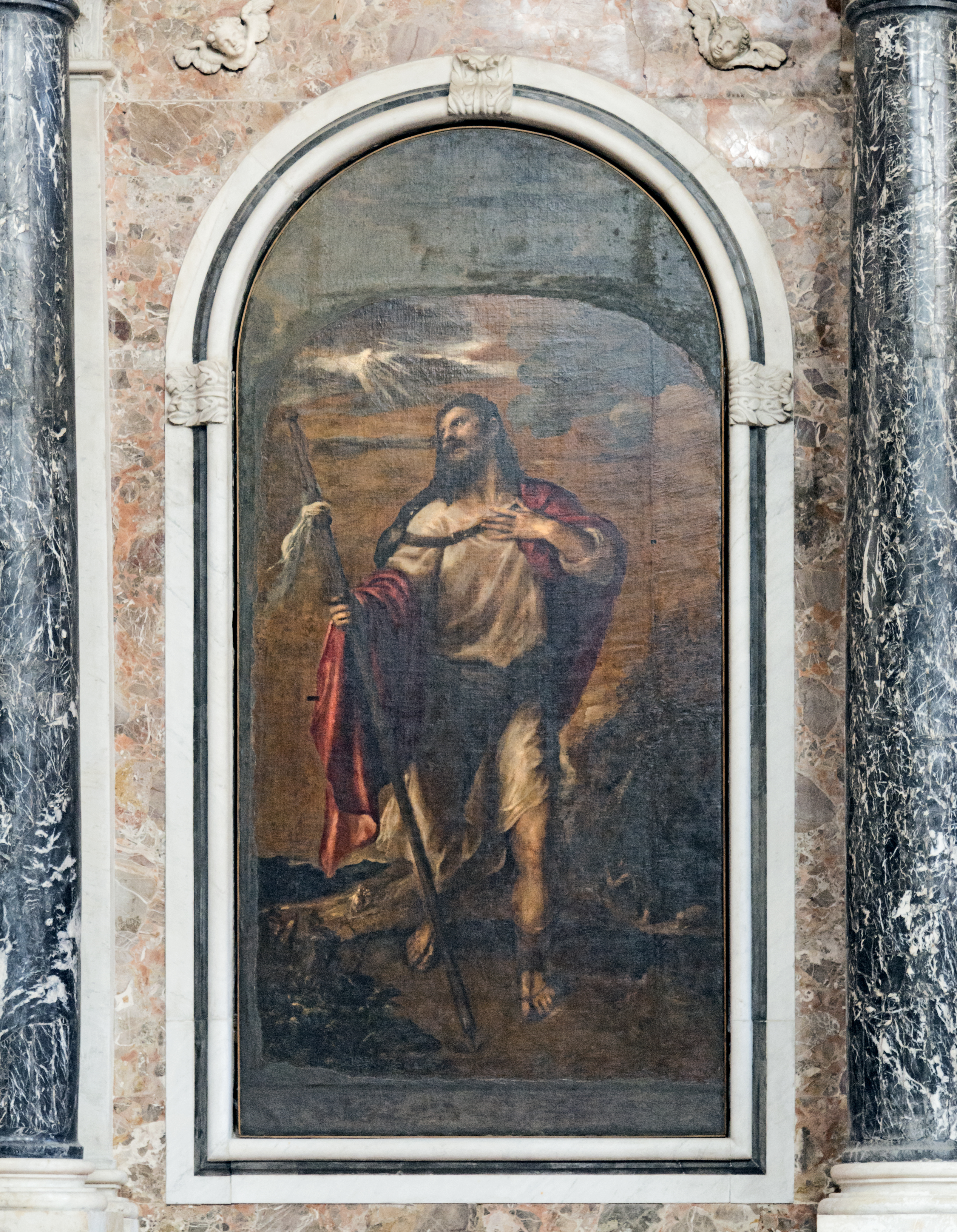
Apostolo Giacomo il maggiore di Tiziano Vecellio  (del 1540 circa)
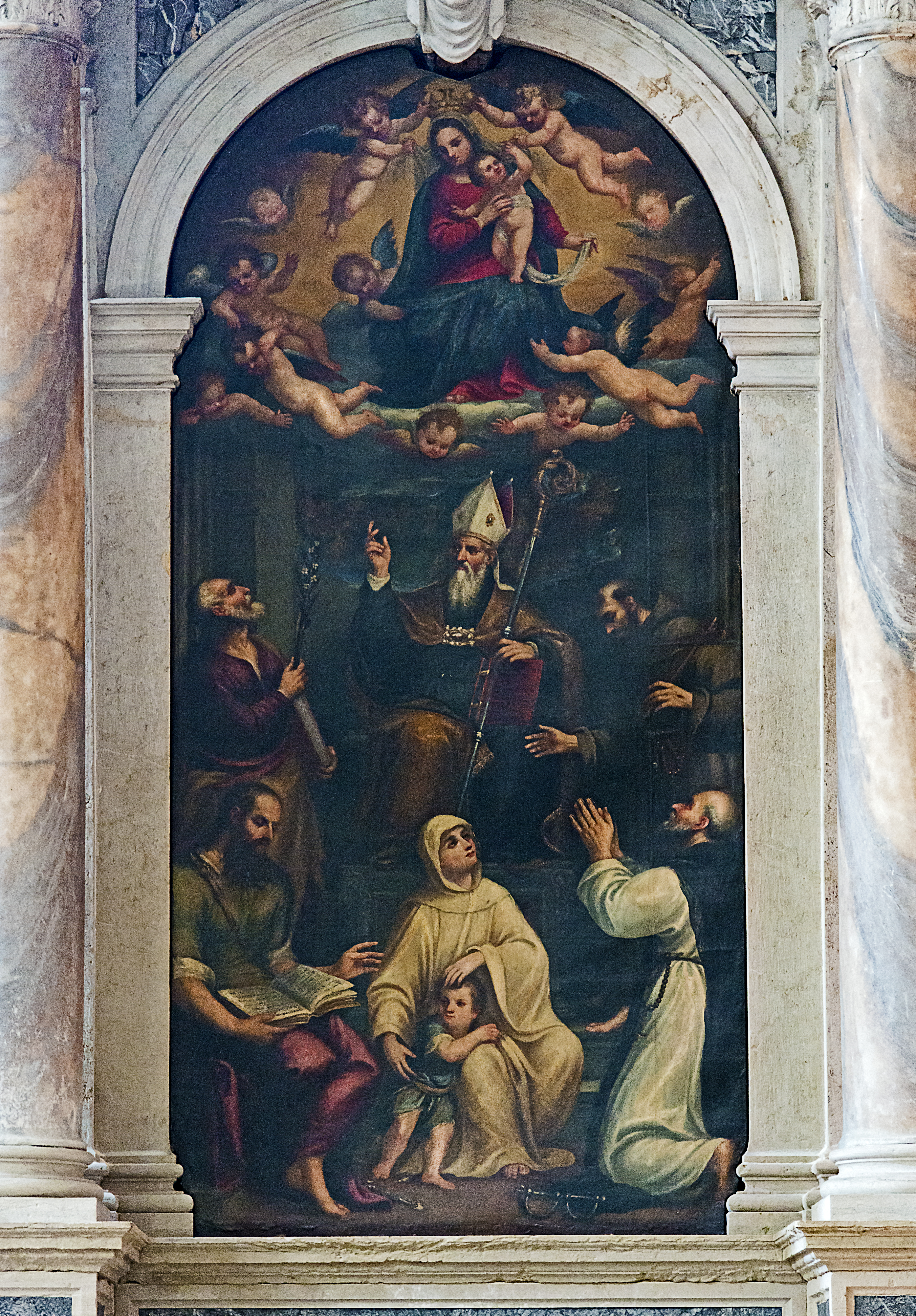
Gloria di Maria con i santi Martino vescovo, Francesco, Domenico, Marina, Marco Evangelista e Giuseppe di Scuola Veneta (primo '600)
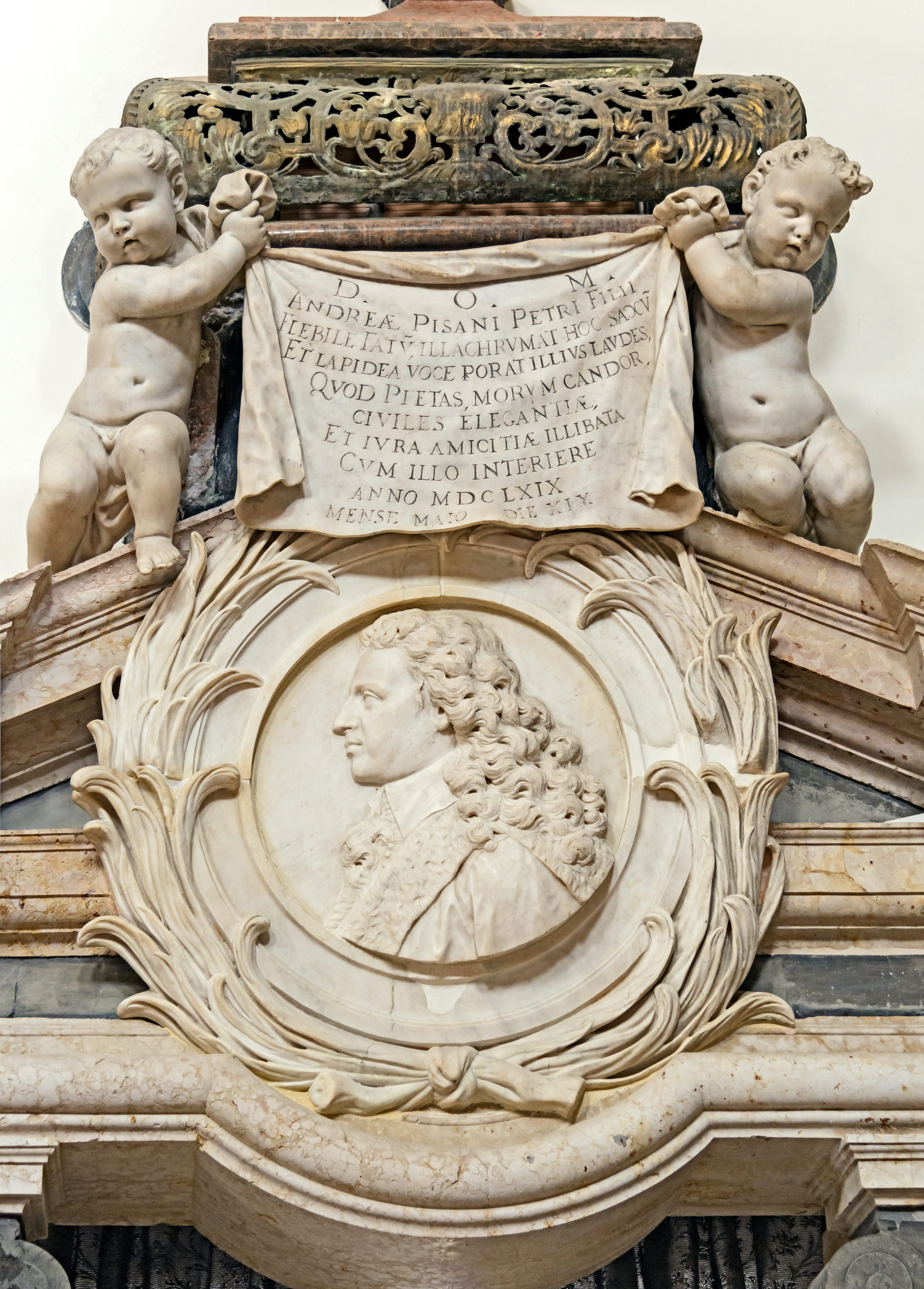
Il monumento funebre di Andrea Pisani

### Presbiterio
- Cristo morto sostenuto da angeli e santi di Jacopo Palma il Giovane sull'altare maggiore

- Il soffitto:  Un angelo scende a confortare Elia di Pietro Moro

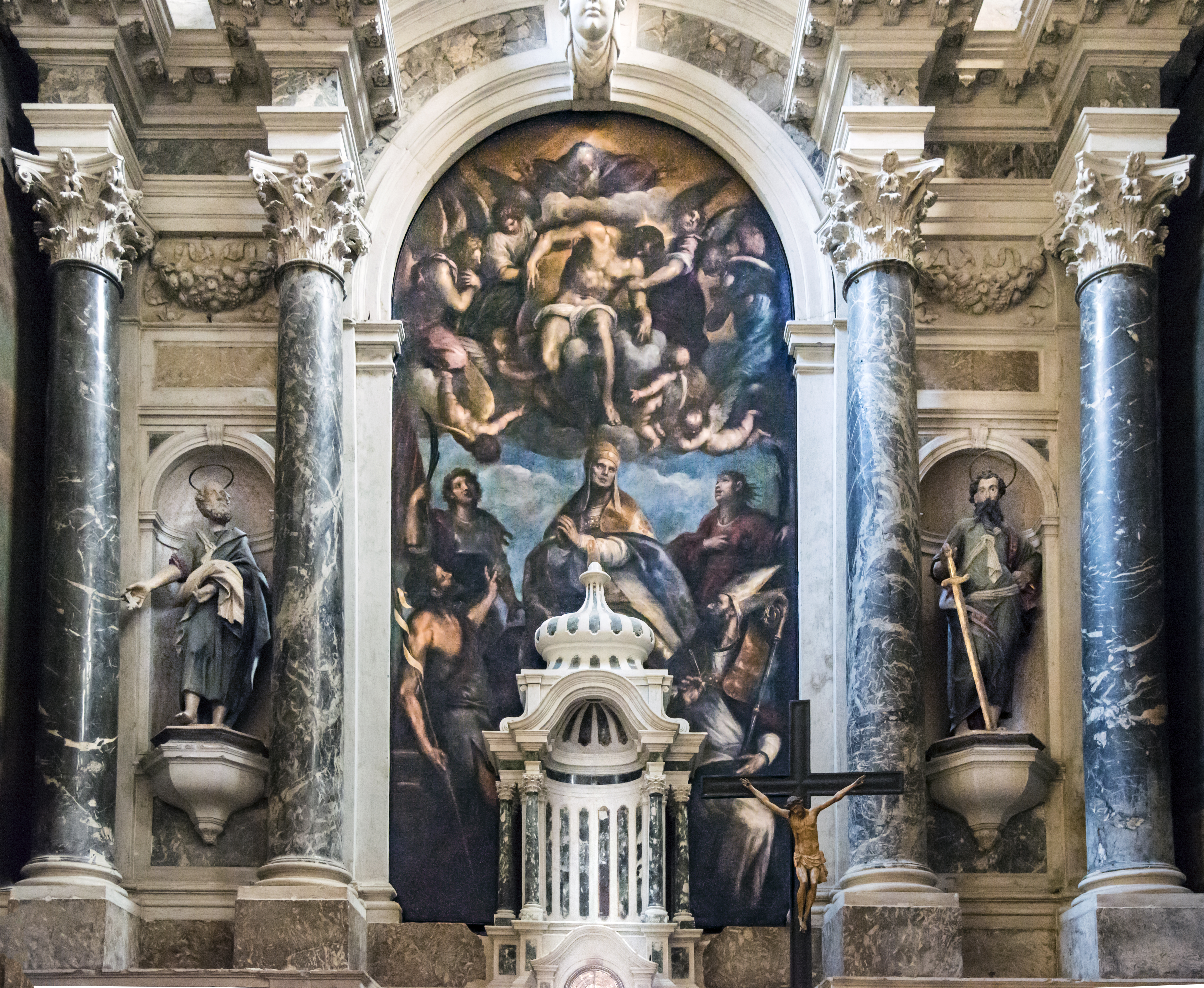
Altare maggiore, tela con Cristo morto sostenuto da angeli e santi di Palma il Giovane
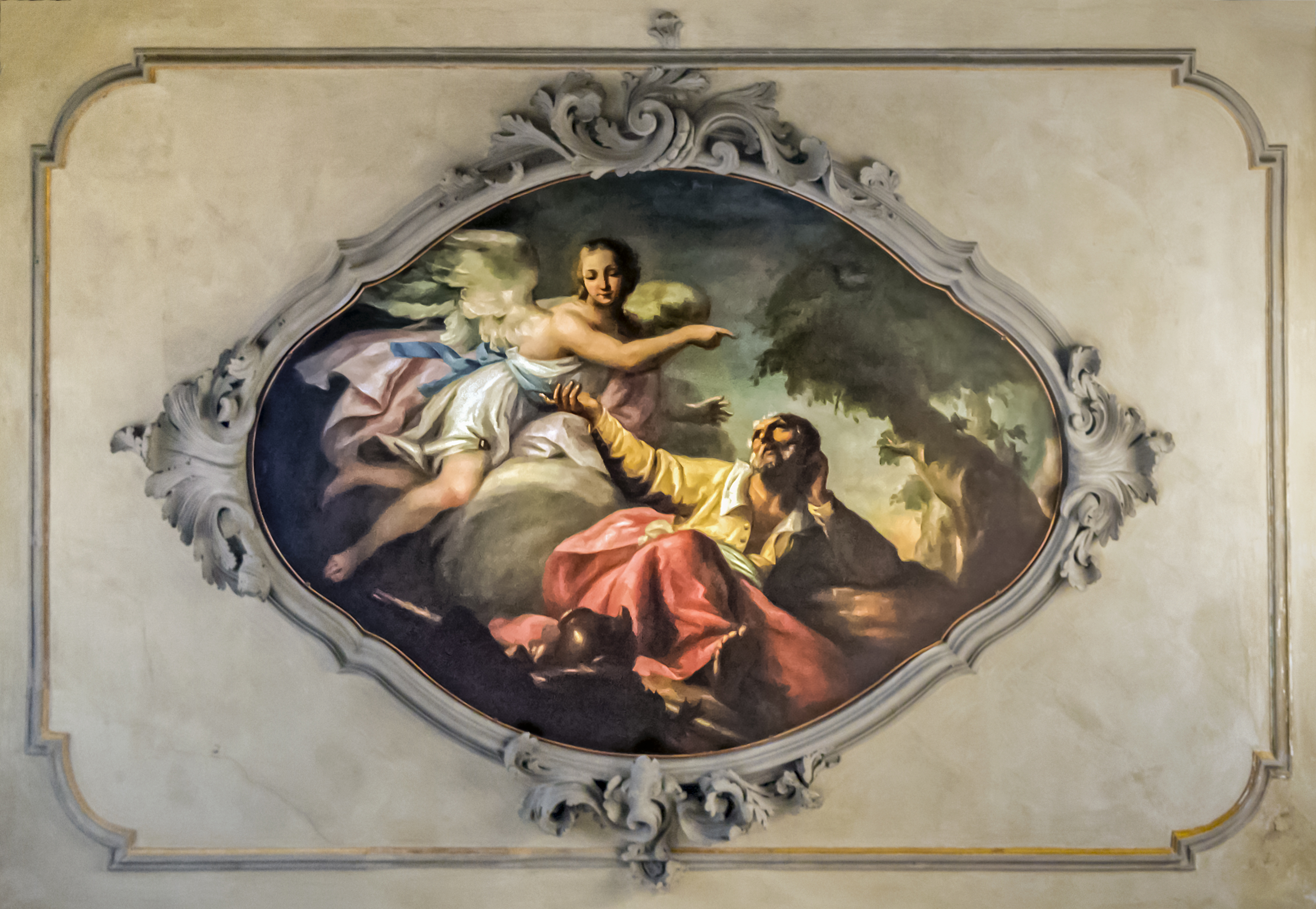
Un angelo scende a confortare Elia di P. Moro

### Cappella Gussoni
Quattro evangelisti e la Pietà e santi, opera dello scultore Pietro Lombardo, forse aiutato dal figlio Tullio, nella cappella della nobile famiglia Gussoni, capolavoro della prima architettura rinascimentale veneziana. Nella chiesa nella quale era stato battezzato, sotto il pavimento della stessa cappella, fu sepolto il Canaletto.

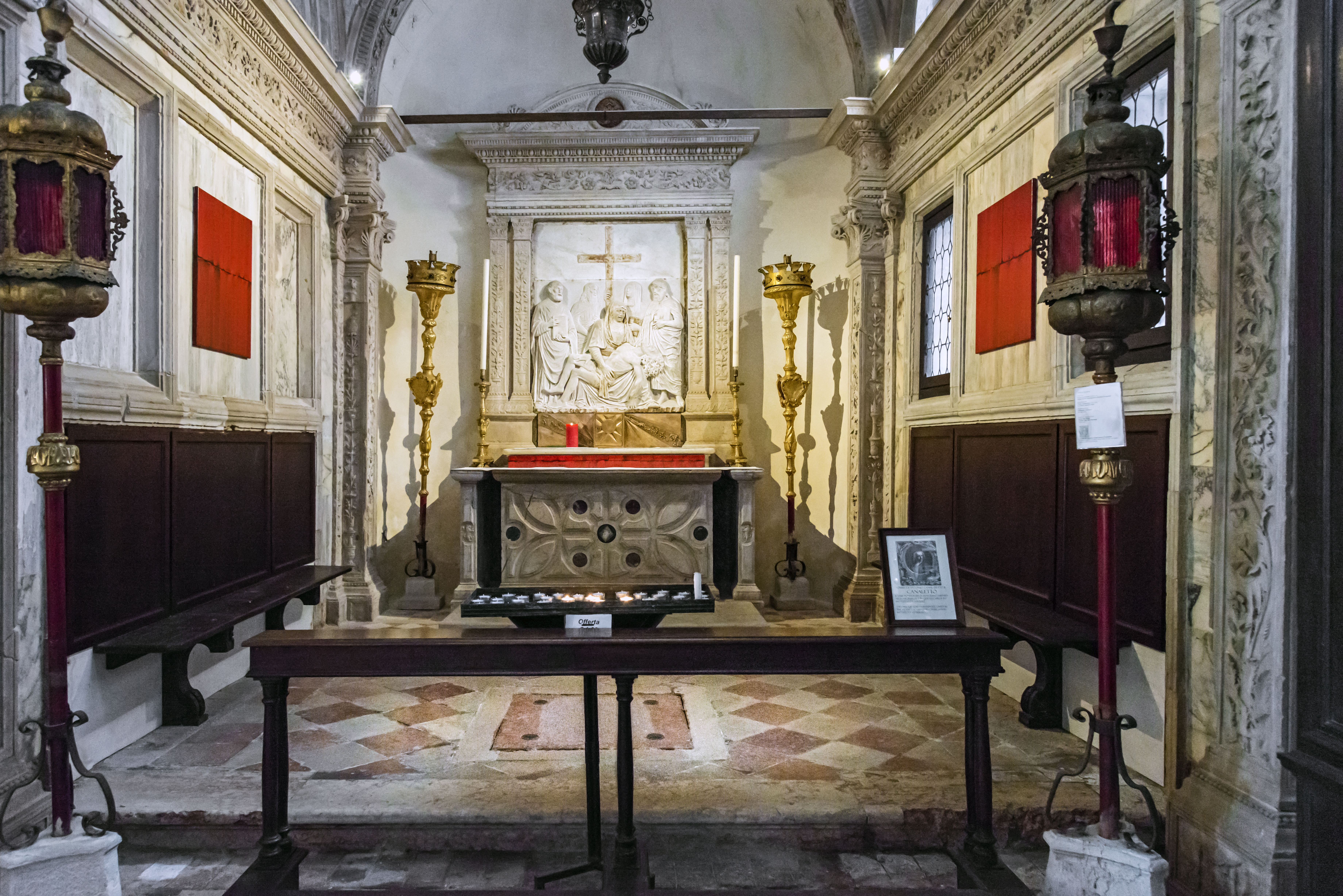
Cappella Gussoni
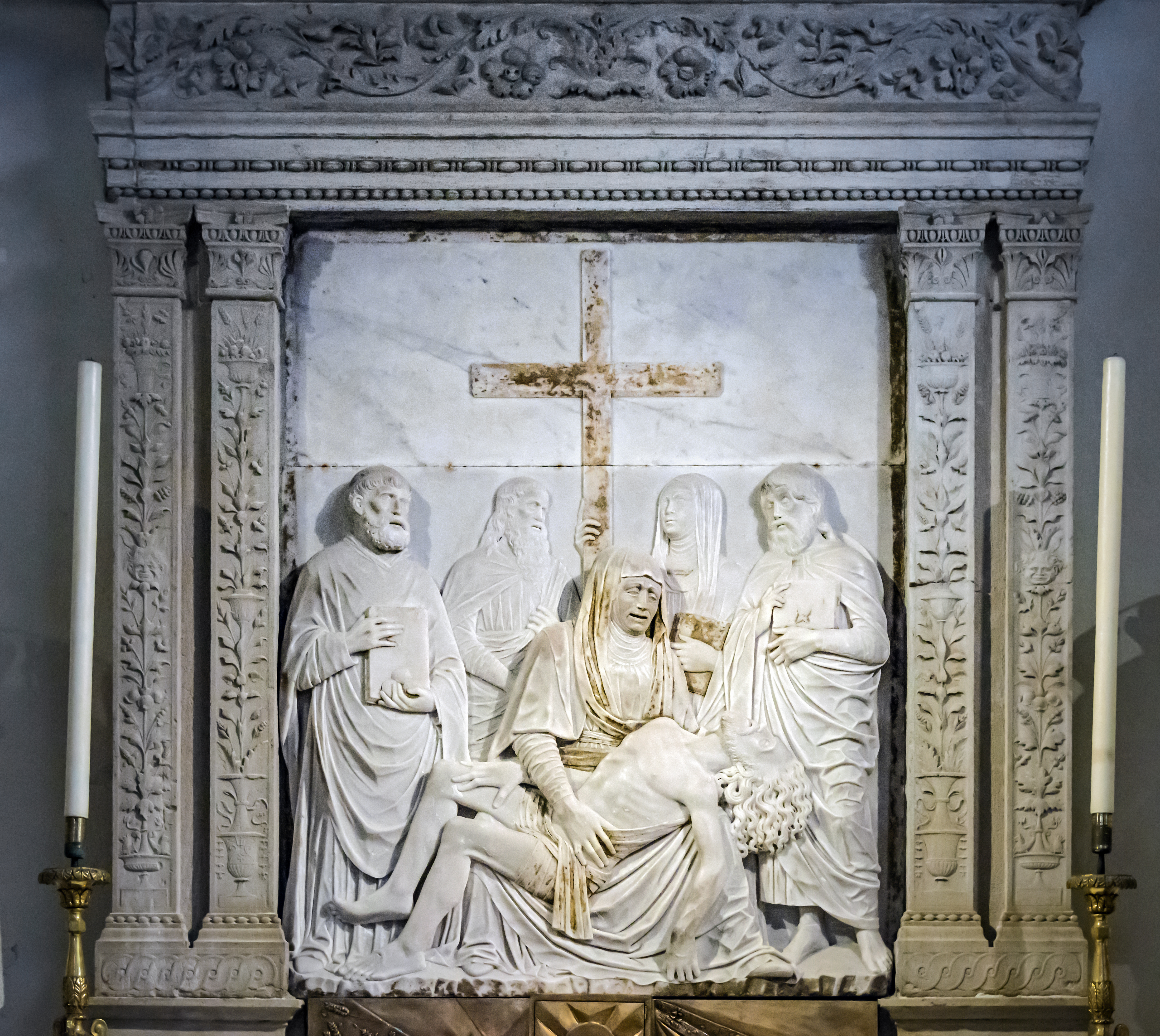
Pietà e santi
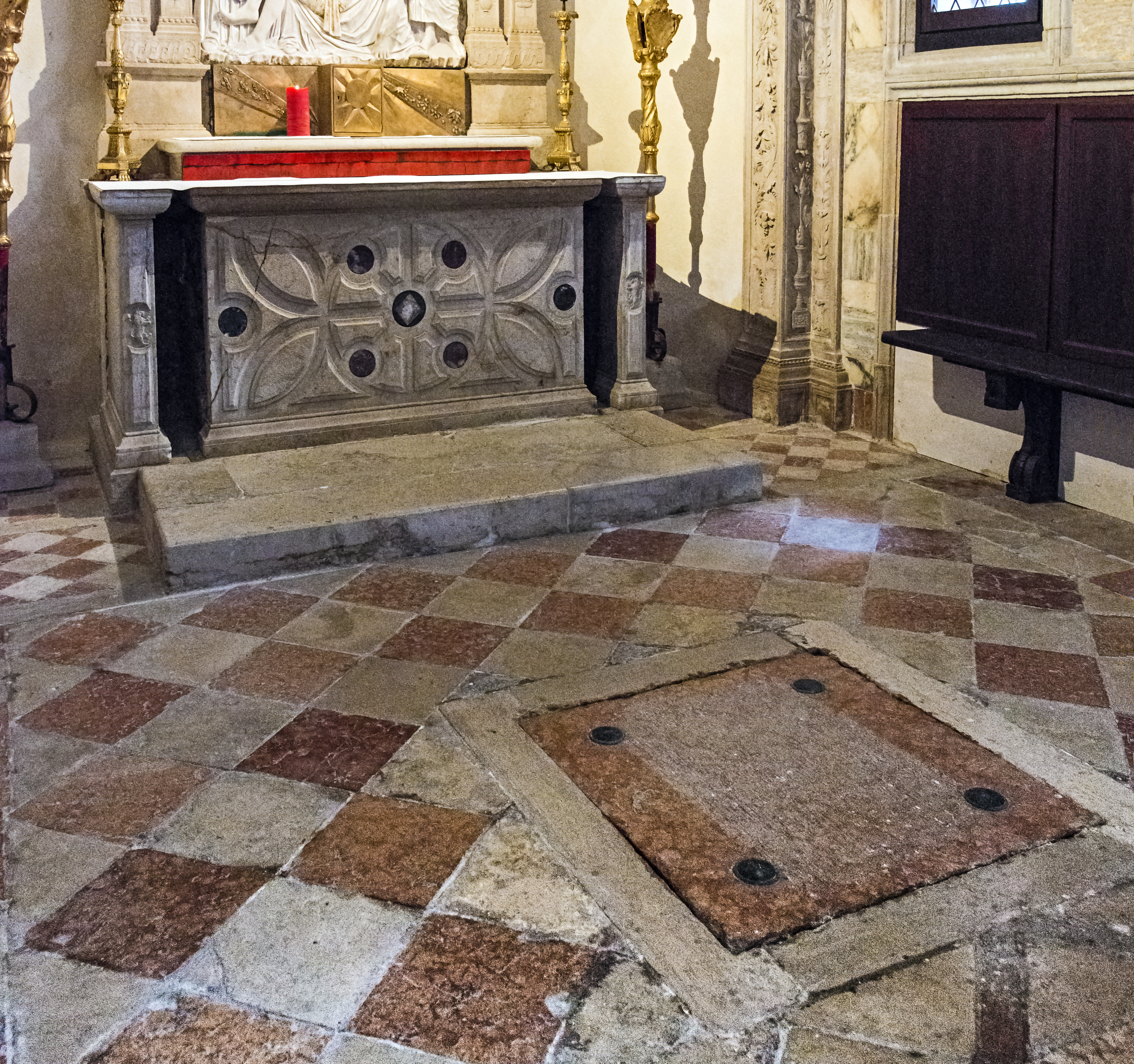
Tomba di Canaletto